# Antipeewee
AntiPeeWee ist eine deutsche Thrash-Metal-Band aus Abensberg in Niederbayern. Die Band steht bei This Charming Man Records unter Vertrag und hat bislang drei Studioalben veröffentlicht.

## Geschichte
Die Band wurde im Jahre 2006 bei einer Geburtstagsfeier gegründet, bei der sich Sänger Philipp Schnepka und der Bassist Alexander Schott kennenlernten. Anfangs spielte die Band noch Punk mit zahlreichen Coverversionen, bevor die Musiker mit einem namentlich nicht bekannten Schlagzeuger die ersten eigenen Lieder schrieben. Der Bandname basiert auf den Spitznamen „PeeWee“ des Sängers Philipp Schnepka und steht für selbstdestruktive und selbstironische Energie. Um das Jahr 2010, nach anderen Quellen 2012, wandte sich die Band dem Thrash Metal zu, da die Bandmitglieder sich nicht mehr auf der Bühne haben anspucken lassen wollen und außerdem dem gestiegenen musikalischen Anspruch gerecht werden wollten.
Mit Coralie Baier und Thomas Mayer kamen eine neue Gitarristin bzw. ein neuer Schlagzeuger in die Band, die schließlich vom zweiten Gitarristen Johannes Scheugenpflug komplettiert wurde. Zusammen mit dem Produzenten Hubi Hofmann nahm die Band ihr Debütalbum Human Grill Party auf, das im Jahre 2013 von Good Damn Records veröffentlicht wurde. In den folgenden Monaten spielte die Band zahlreiche Konzerte und kleine Festivals in Deutschland und teilte die Bühne mit Bands wie Six Feet Under, Dr. Living Dead! oder Sinister. Im Sommer 2014 nahm AntiPeeWee ihr zweites Studioalbum Madness Unleashed auf. Ein Jahr später wurde die Band von This Charming Man Records unter Vertrag genommen, die das Album am 4. Dezember 2015 veröffentlichten. Für das Lied Rise of Cthulhu veröffentlichte die Band ihr erstes Musikvideo. Das deutsche Magazin Visions legte Madness Unleashed ihrer Ausgabe 274 als Prämie für die Abonnenten bei. Auch das dritte Album Infected by Evil wurde wieder zusammen mit Hubi Hofmann aufgenommen und am 29. Juni 2018 über This Charming Man Records veröffentlicht.

## Stil
Das Label This Charming Man Records vergleicht die Musik von AntiPeeWee mit der als Crossover bezeichneten Mischung aus Thrash Metal und Hardcore Punk und nennt Bands wie die Suicidal Tendencies, M.O.D., Excel, Uncle Slam und Corrosion of Conformity, Anthrax, Exodus, Overkill und Testament als Referenz. Die Texte behandeln die Themen Horror und Science-Fiction. Einen großen Einfluss hat dabei der vom US-amerikanischen Schriftsteller H. P. Lovecraft erdachte Cthulhu-Mythos. Die Musiker hatten dabei die Idee, das Seemonster Cthulhu als Thrash-Metal-Fan mit Kutte und Baseballcap darzustellen.

## Diskografie
- 2013: Human Grill Party (Album, Good Damn Records)
- 2015: Madness Unleashed (Album, This Charming Man Records)
- 2018: Infected by Evil (Album, This Charming Man Records)